# シャルル・フレデリック・ジラール

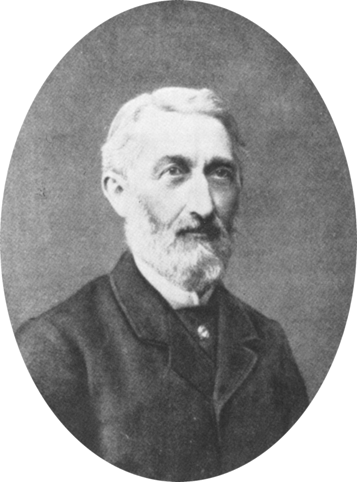
Charles Frédéric Girard.

シャルル・フレデリック・ジラール（Charles Frédéric Girard、1822年3月8日 - 1895年1月29日）は、フランスの生物学者である。魚類学と爬虫両生類学の研究で知られる。

## 生涯
ミュルーズで生まれた。スイスのヌーシャテル大学で、ルイ・アガシのもとで学んだ。1847年に、アガシがアメリカ合衆国のハーバード大学に移ると、助手として同行した。3年後に、スペンサー・フラトン・ベアードによって、北アメリカの爬虫両生類、魚類の標本の研究のためにスミソニアン博物館に招かれた。10年間、博物館で働き、ベアードと共著で多くの論文を発表した。
1854年に、アメリカ合衆国に帰化した。スミソニアン博物館で働きながら、ワシントンのジョージタウン大学から学位を得た。1859年にフランスに戻り、1861年にフランス学士院から、キュヴィエ賞（Prix Cuvier）を受賞した。
南北戦争が始まると、南軍のために医療品を供給する役割を務め、戦争後もフランスに留まり、医師として働き始めた。普仏戦争中は軍医として働き、パリ包囲戦後に腸チフスに関する論文を発表した。1888年頃まで医師として働いた。その後、自然史に関する論文をいくつか書いた後、1891年に引退しヌイイ＝シュル＝セーヌで余生を送り、同地で没した。